# 小行星8028
小行星8028（英語：8028 Joeengle）是一颗围绕太阳公转的小行星。1991年8月30日，罗伯特·H·麦克诺特在赛丁泉山发现了此天体。
这颗小行星的绝对星等为309.793571059661等。